# 一の瀬園地

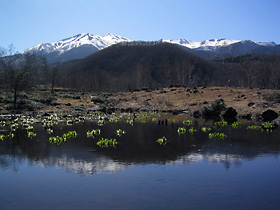
一の瀬園地から見る乗鞍岳

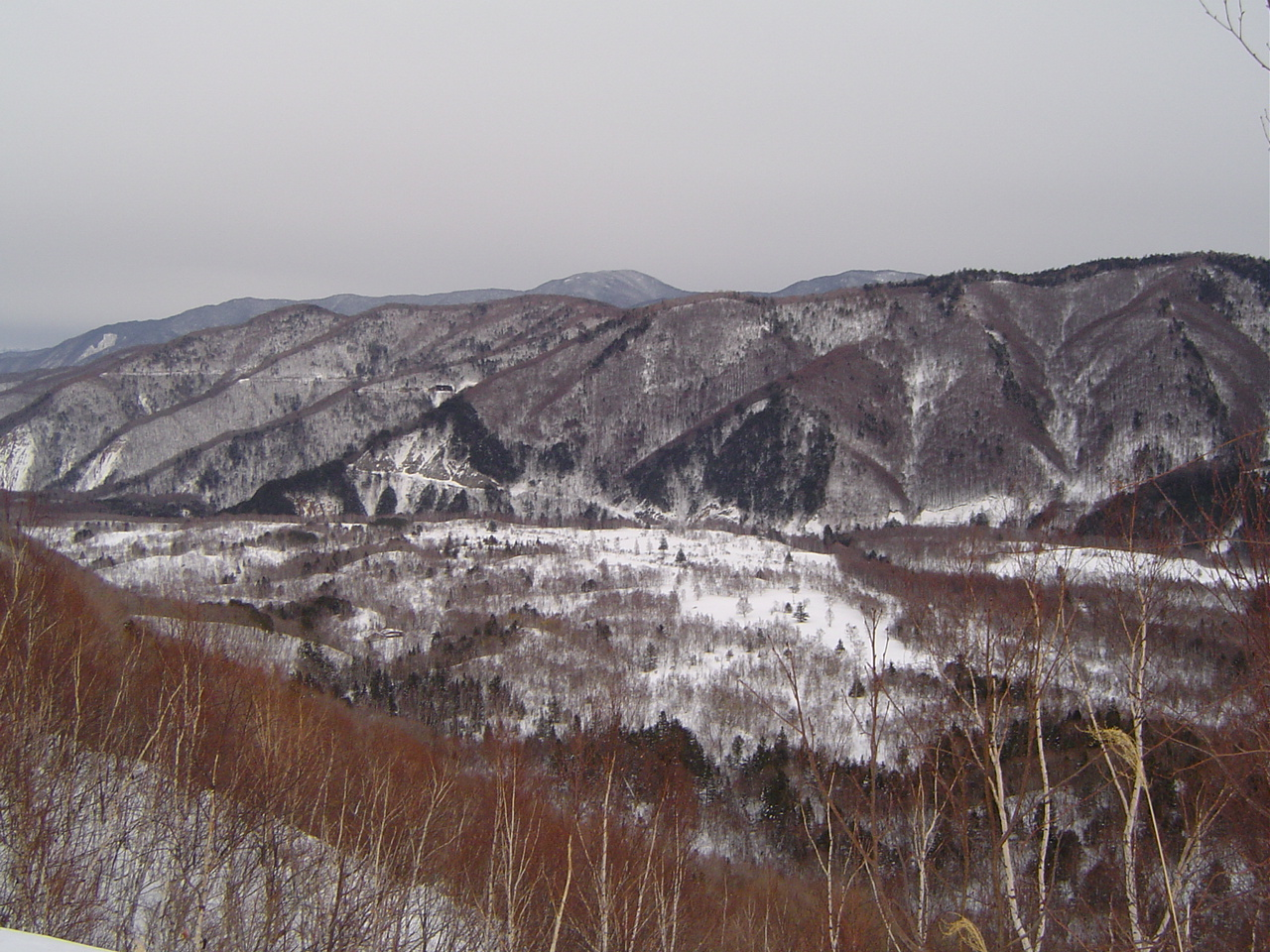
一の瀬園地を見下ろす

一の瀬園地（いちのせえんち）は、長野県松本市安曇の乗鞍高原で中央部を占める約60万m2の緑地である。

## 概要
湿原地帯には遊歩道が整備され、ミズバショウ・スズラン・レンゲツツジなどが群生し、その花々が季節を彩る。
奥には一の瀬キャンプ場があり、自然保護のため指定地以外でのキャンプは禁止されている。キャンプ場の西側にはミズバショウの群生地がある。「一の瀬園地」の名称は、一の瀬川の源流に近い所から名づけられた。一の瀬川は、いがやレクリエーションランド付近で前川と合流する。前川は、奈川渡ダム完成以前は前川渡手前で小大野川と合流してから梓川に注いでいた。しかし、今は前川と小大野川は互いに近い地点で梓湖に注いでいる。

## 花とビューポイント
一の瀬園地の周辺は、花が美しく見られ、また優れたビューポイントになっているとされる。「オソメジッケ」への途中と「まいめの池」周辺は「乗鞍8景」に数えられる。
- 女小屋の森で見られる花は、4-5月にミズバショウ・リュウキンカ、5月にショウジョウバカマ・ニリンソウ・オオカメノキ・コミヤマカタバミ・ヤマエンゴサク、6月にキンポウゲ・ベニバナイチヤクソウ、7月にカラマツソウ・キツリフネ、8月にクガイソウ・マルバダケブキ・ヨツバヒヨドリ・ノリクラアザミである。
- オソメジッケで見られる花は、4-5月にミズバショウ・キンポウゲ、8月にオニシモツケ・クガイソウである。
- オソメジッケへの途中で見られる花は、5月にツマトリソウ、6月にレンゲツツジ、7月にカラマツソウ、8月にマルバダケブキである。
- どじょう池奥・遊歩道や牧場で見られる花は、5月にベニバナイチヤクソウ、6月にキンポウゲ、6-7月にノイバラ・ノリウツギであり、10月にはヤマウルシ・コハウチワカエデ・ウリハダカエデの紅葉が見られる。
- どじょう池・ツツジ園周辺で見られる花は、4-5月にミズバショウ、5月にズミ・ミヤマザクラ・ムラサキヤシオツツジ・ミツガシワ、6月にレンゲツツジ、6-7月にノイバラ、7月にヤマオダマキ・ノアザミ・ウツボグサ・チダケサシ、8月にウメバチソウである。
- まいめの池・偲ぶの池周辺で見られる花は、4-5月にミズバショウ、5月にツマトリソウ、ゴゼンタチバナ・ベニバナイチヤクソウ、7月にウツボグサ・ノアザミ、8月末にマツムシソウであり、10月にはヤマウルシ・コハウチワカエデ・ミネカエデ・シラカンバの紅葉が見られる[1]。

## 交通アクセス
- アルピコ交通上高地線の新島々駅から乗鞍方面行バスに乗車し50分、「観光センター」で下車し徒歩約35分
- 長野自動車道の松本インターチェンジから約70分。スーパー林道沿いに駐車場がある